# Операція «Дінгсон»

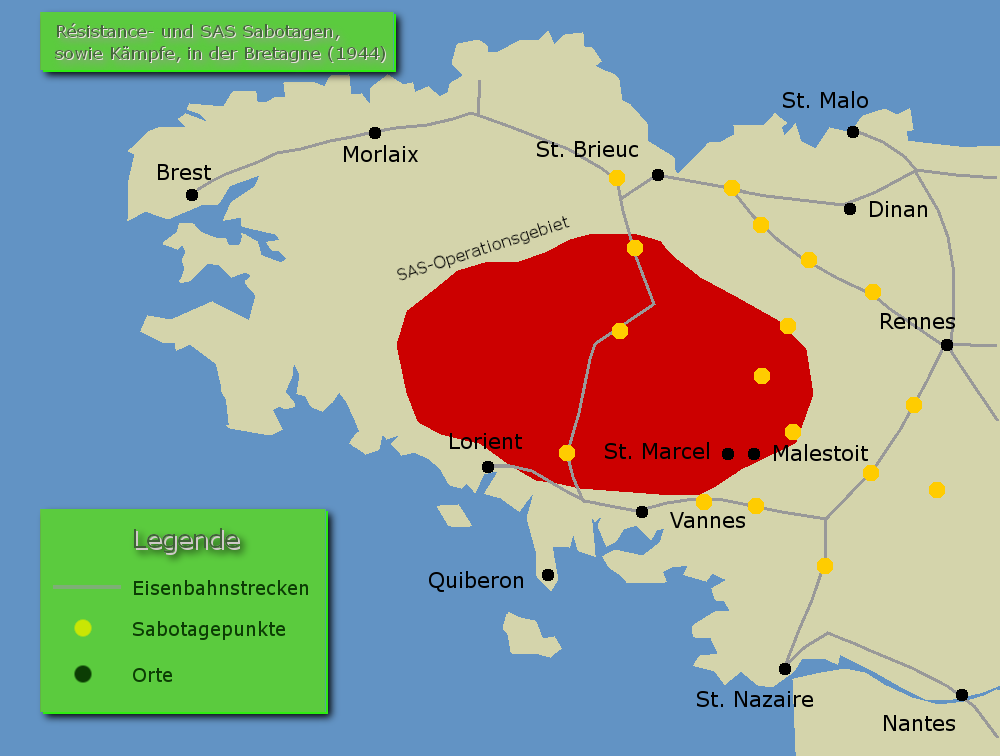
Район десантування та спеціальних дій французьких десантників у ході операції «Дінгсон»

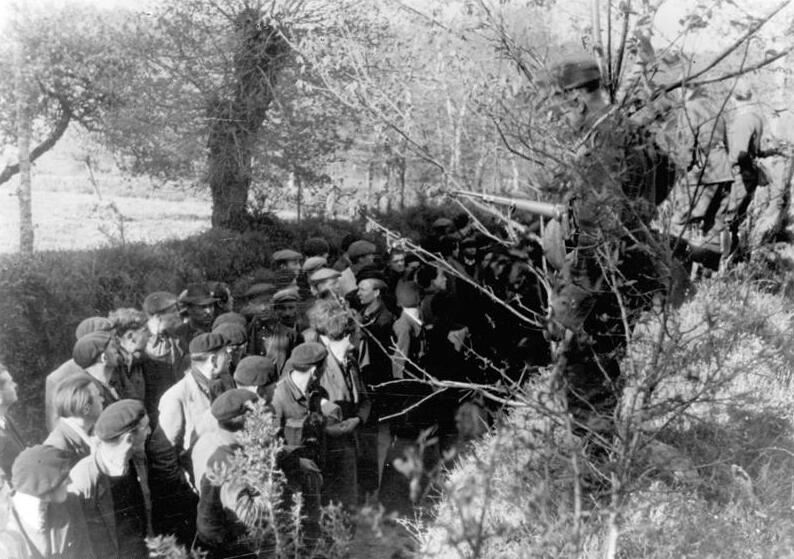
Французький рух опору

Операція «Дінгсон» (англ. Operation Dingson) — кодова назва спеціальної операції, проведеної союзниками на першому етапі операції «Оверлорд», напередодні висадки морського десанту союзників на узбережжя Франції та подальшими діями французьких десантників спільно з рухом опору з дезорганізації тилу Вермахту.
5 червня 1944 о 23:30 зведений загін десантників у кількості 178 парашутистів Вільної Франції зі складу 4-ого загону Спеціальної повітряної служби (SAS), під командування полковника П'єра-Луїса Бургуена, невеликими групами десантувався на територію окупованої німцями Бретані в районах Ванн та Плюмелек, департаменту Морбіан. Через 3 дні решта десанту висадилися вночі біля міста Сен-Марсель
На час проведення операції за оцінками розвідки майже 100 000 німецьких вояків з важкою технікою та артилерією знаходилося в районі десантування й готувалися до передислокації до Нормандії. Негайно після приземлення у Плюмелека французькі парашутисти вступили в бій з німецькими військами (формування РВА — Армії Власова).
Під час сутичок десант зазнав певних втрат. Проте, згодом за допомогою місцевих макі, спецназ влаштував партизанську базу біля міста Сен-Марсель. Використовуючи цю базу як передову, майже 3 000 бійців руху опору виконували завдання спеціальних операцій, що дезорганізації роботи тилу та здійснювали напади на німецькі штаби, невеликі гарнізони, мости, залізничні станції тощо.
Однак, 18 червня 1944 передова партизанська база була виявлена та атакована силами німецької парашутної дивізії, внаслідок бою база була знищена, а вояки руху опору розсіялися.